# Akord
Akord este o formație de muzică pop din Republica Moldova

## Istoric
Trupa AKORD s-a lansat oficial la 4 decembrie 2006, pe scena Palatului Național din Chișinău, în cadrul spectacolului „Potcoava de aur” organizat de Radio Noroc, cu piesa „Maria” (text și muzică de Maria Stoianov, orchestrată și mixată de Sergiu Musteață). După debut, sub egida companiei Music Master, au fost lansate primele piese: „Unde-i dragostea” și „În ochii mei”, cea din urmă fiind însoțită de primul videoclip al trupei.
Din 2009, AKORD lucrează la casa de producție „CML Fabrica de Hituri”, unde împreună cu producătorul muzical și textierul Iurie Badicu au realizat mai multe piese: „Mă doare”, „Când te visam”, „Satele Moldovei mele”, „Cine s-a născut aici”, „Hora Dorului”, „Strada zilelor senine”, „Unde Unde”, „Cine-i Soarele Tău”, „Joc Moldovenesc”, „Hora de sărbătoare” și altele. Videoclipul la piesa „Mă doare” a fost cel mai vizionat clip al anului 2010 în Republica Moldova, fiind totodată și cea mai difuzată piesă la radio. Următorii ani, consecutiv, trupa a fost cea mai dufuzată trupă pop la canalele muzicale autohtone. După relansare, în 2019, piesele „Prizoniera”, „Unde Unde”, „Cine-i Soarele Tău” au adunat milioane de vizualizări pe youtube și rețele sociale. 
Formația a colaborat cu HaHaHa Production, Famous Producțion, Laurențiu Duță, Alex Davia (Alex Brașoveanu), Alex Calancea, Sergiu Musteață, Sergiu Teacă, Sandu Gorgos, Viorel Țigănaș, Alexei Nacai ș.a. De asemenea, a realizat reorchestrări ale unor piese vechi moldovenești: „Ochiul tău iubit”, „Codrii mei”, „Orașul meu” (Eugen Doga); „Colind”, „Flori de măr” (Gheorghe Mustea); „Crede-mă iubire” (Ștefan Petrache) etc. AKORD a participat la concerte open air și spectacole live în săli polivalente din București, Iași, Chișinău, fiind soliști invitați ai orchestrelor simfonice sau mixte dirijate de: Traian Ichim (Brașov), Orchestra și Corul Operei Române Iași; Alexandru Samoilă, Orchestra TNOB „Maria Bieșu”; Mihai Agafiță, Orchestra Simfonică a Filarmonicii Naționale a Republicii Moldova; Gheorghe Mustea, Orchestra Simfonică a Companiei Publice TeleRadio Moldova; Dummitru Cârciumaru, Opera Română Craiova; Mariono Marian, Moldovan National Youth Orchestra; Nicolae Botgros, Lăutarii Altfel ș.a. 
În anul 2019, formația s-a relansat cu un nou solist – Eduard Malareu, participant la show-ul de talente Vocea Romaniei în echipa Irinei Rimes. Igor Sîrbu și Eduard Malareu au evoluat împreună pentru prima dată pe scenă în noiembrie 2019, în cadrul Galei de industrie muzicală Moldova Music Awards, interpretând piesa „Zboară Fluturi” pe muzică și text de Iurie Badicu.

## Componență
- Igor Sârbu, artist emerit – interpret
- Eduard Malareu – interpret
- Iurie Badicu, maestru în artă – producător muzical
- Igor Stribițchi (2006 - 2019)
- Victor Balan (2006 -2007)
- Victor Railean (2007 - 2010)

## Premii
- Potcoava de aur 2007, pentru piesa „Alină-mă”
- „George Grigoriu” 2008, mențiunea I, Concurs Internațional, Brăila, România
- Șlagărul anului 2008, pentru piesa „Pentru ea”
- Șlagărul anului 2009, pentru piesa „Crede-mă”
- Șlagărul anului 2010, pentru piesa „Mă doare”
- Unda de platină 2010, pentru piesa „Mă doare”
- Potcoava de aur 2010, pentru piesa „Mă doare”
- HIT-ul anului 2010, pentru piesa „Mă doare”, la Radio HIT FM
- „Stil masculin de vedetă” 2010, Revista Fashion VIP
- Busuioc TV 2011, pentru piesa „Mă doare”
- Cea mai difuzată trupă la Radio și TV, 2011, Media Forest Moldova.
- Cea mai difuzată trupă la Radio 2013, la Radio Aquarelle FM
- Șlagărul anului 2014, pentru piesa „Chakarita”
- Trupa anului 2018, Gala Potcoava de aur
- Șlagărul anului 2019 − „Concertul Anului 2019”
- Concertul anului 2019, Gala Moldova Music Awards
- Stil masculin de vedetă 2020, Revista Fashion VIP
- Trupa anului 2021, Brilliance Review

## Operă

### Discografie
- 2009: Cerul care ne-a unit, CD/album cu 11 piese, producător Iurie Badicu
- 2019: Opus, CD/album cu 11 piese, Sens Music
- 2020: AKORD – The Best Songs, album digital, CML Fabrica de Hituri
- 2021: AKORD – Unde Unde - Pop Simfonic, album digital, CML Fabrica de Hituri
- 2021: AKORD – Unde Unde, CD Top 10, CML Fabrica de Hituri

### Cântece
- 2023  „Casa mea” / „Cine-i Soarele Tău” / „Hora de sărbătoare”
- 2022: „Ploaia” / „Девочка дождь” / „Страсти” / „Joc Moldovenesc”
- 2021: „Само ти” / „Vino iar” / „Noaptea Târziu” / „Prea Departe” / „Rugă pentru Moldova” / „Ochiul tău iubit” / „S-a deschis fereastra” / „Wo Wo Berlin”
- 2020: „Hora Dorului” / „Unde Unde” / „Strada Zilelor Senine” / „Cine s-a născut aici” / „Prizoniera”
- 2019: „Zboară Fluturi”
- 2018: „My Lover” / „O Fi Oare”
- 2017: „Arme”
- 2016: „Mami”
- 2015: „Ivana”
- 2014: „Chakarita” / „Paraiso”
- 2013: „Codrii mei” / „Satele Moldovei mele”
- 2012: „Live The Show” / „Tî Prosti”
- 2011: „Crush”
- 2010: „Mă doare” / „Când te visam”
- 2009: „Tu și eu” / „One more time” / „Lady fair”
- 2008: „Alină-mă” / „Crede-mă” / „Corason” / „Într-o zi” / „Numai Tu” / „La mulți ani”
- 2007: „Nu pleca” / „Pentru ea”
- 2006: „Unde-i dragostea” / „Maria” / „În ochii mei”

### Concerte solo
- 2009: „Cerul care ne-a unit”, Palatul Național „Nicolae Sulac”, Chișinău
- 2019: „Opus”, Palatul Național „Nicolae Sulac”
- 2023: „Cine-i soarele tău”, Palatul Național „Nicolae Sulac”